# Arquieparquia Maior de Kiev-Aliche
A Arquieparquia Maior de Kiev-Halyč (em latim: Archieparchia Maior Kioviensis-Haliciensis Ucrainorum) é a Sé da Igreja Greco-Católica Ucraniana, situada em Kiev, na Ucrânia. Seu atual arquieparca maior é Sviatoslav Shevchuk. Sua Sé é a Catedral Patriarcal da Ressurreição de Cristo.

## História
Em 23 de dezembro de 1963, após os pedidos de Josyp Slipyj, então arquieparca de Lviv no exílio em Roma para a criação de um patriarcado unido com a Igreja Católica, o arquiepiscopado maior da Igreja Greco-Católica Ucraniana foi criado pelo Papa Paulo VI e a Arquieparquia de Lviv dos Ucranianos tornou-se a sede do arcebispo maior.
Em 6 de dezembro de 2004, a sé do arcebispo maior foi transferida para a capital da Ucrânia, Kiev, após o consenso obtido no sínodo da Igreja Greco-Católica Ucraniana ali ocorrido entre 5 e 12 de outubro e a autorização do Papa João Paulo II.

## Arcebispos maiores
- Josyp Slipyj † (1963 - 1984)
- Myroslav Ivan Ljubačivs'kyj † (1984 - 2000)
- Lubomyr Husar, M.S.U. † (2001 - 2011)
- Svjatoslav Ševčuk (desde 2011)